# Rahel Louise von Hoym
Rahel Louise Gräfin von Hoym, geborene Gräfin von Werthern (* 24. Februar 1699 in Regensburg; † 15. Juli 1764 in Thallwitz) war eine deutsche Großgrundbesitzerin, die im Kurfürstentum Sachsen mehrere Rittergüter mit Ländereien und ein bedeutendes Stadtpalais besaß.

## Leben

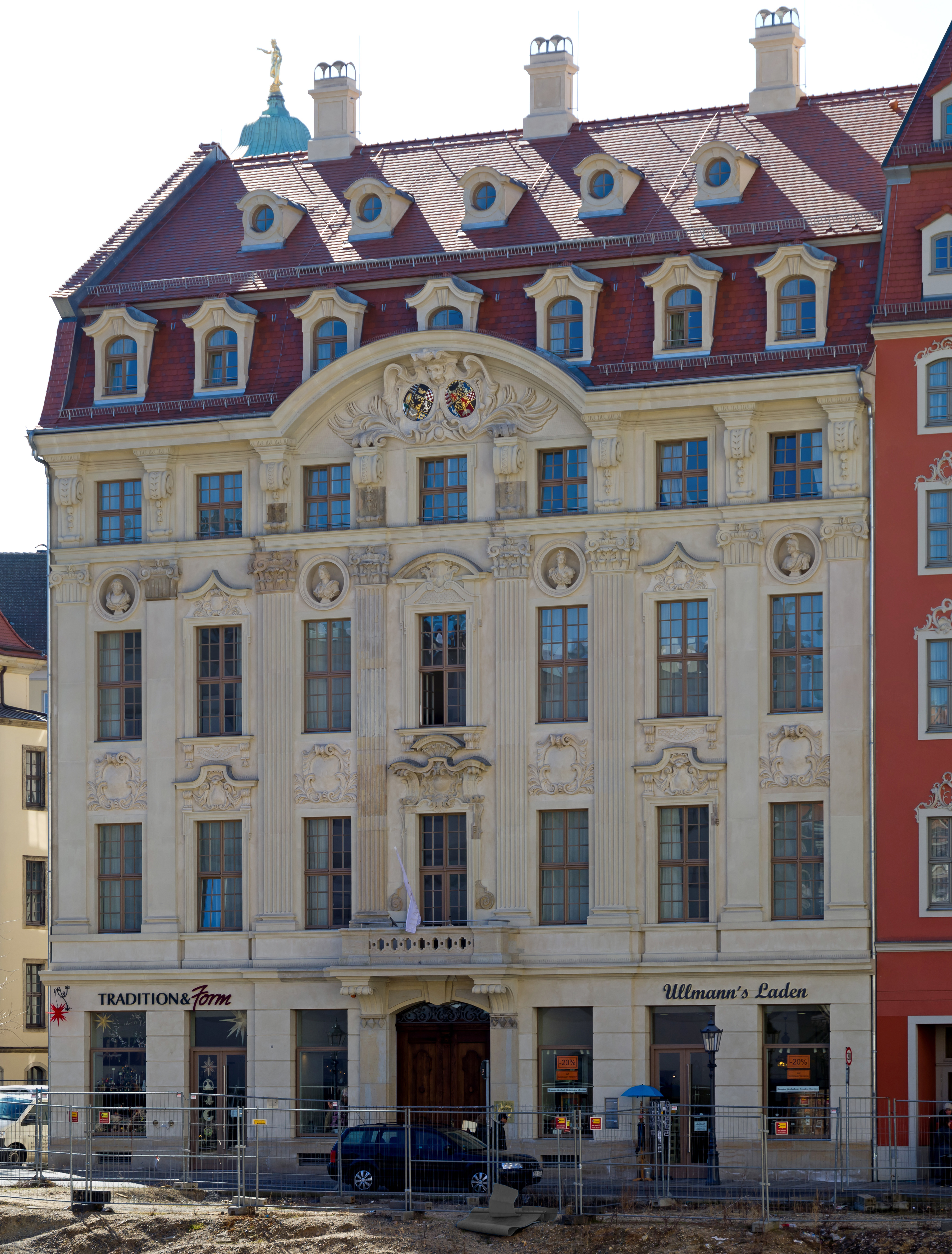
Hoym'sches Palais in Dresden mit Familienwappen der Besitzerin

Rahel Louise (Selbstschreibung Rachel Louyse) stammte aus dem thüringischen Adelsgeschlecht von Werthern und war die Tochter des Grafen Georg von Werthern und dessen Ehefrau Rahel Helena. Der Politiker Georg Graf von Werthern auf Eythra war ihr ein Jahr jüngerer Bruder. Ihr Geburtsort ist Regensburg, wo sich ihr Vater als Reichstagsgesandter zeitweilig aufhielt.
Sie heiratete am 3. Juni 1716 in Dresden den späteren königlich-polnischer und kurfürstlich-sächsischer Geheimen Rat und Oberhauptmann in Thüringen, Herr der Herrschaften Droyßig, Slawentzitz sowie Erb-, Lehn- und Gerichtsherr auf Schkölen, Gleina, Nebra, Birkigt, Löbichau usw., Ludwig Gebhard Graf von Hoym. Dieser galt als einer der finanzkräftigsten Männer Kursachsens und Polens. Durch seinen Tod im Jahre 1738 erbte Rachel Louise einen nicht unbeträchtlichen Anteil von dessen Vermögen. An der Vergrößerung des Grundbesitzes und gewinnbringender Geldanlage interessiert, kaufte Rahel Louise Gräfin von Hoym weitere Besitzungen hinzu. So erwarb sie im Jahre 1743 das Rittergut Strelln im Amt Torgau. Daneben kaufte sie 1752 das Palais Beichlingen in Dresden, das nach der Zerstörung beim Bombenangriff im Zweiten Weltkrieg 1945 im Jahre 2010 wiederaufgebaut wurde. An der Vorderseite dieses Palais ließ sie ihr eigenes farbiges Familienwappen und dasjenige ihres Ehemannes anbringen.
Bei einer Versteigerung im Kreisamt Leipzig erwarb sie als Meistbietende 1737 das kanzleischriftsäßige Allodialdorf Trebnitz von der verschuldeten Fürstin Wisniowieska. Das Dorf Trebnitz erhielt im Erbvergleich 1764 ihr ältester Sohn Julius Gebhard Graf von Hoym.
Rahel Louise Gräfin von Hoym starb einen plötzlichen Tod kurz vor Beginn des Gottesdienstes in der Kirche in Thallwitz. Zu diesem Zeitpunkt war Rahel Louise Gräfin von Hoym Besitzerin der Rittergüter Thallwitz, Ochsensaal, Strelln und Trebnitz. Am Abend des 18. Juli 1764 wurde ihr Leichnam im Hoymschen Erbbegräbnis in Thallwitz standesgemäß beigesetzt. Sie hinterließ die beiden Söhne Julius Gebhard Graf von Hoym, kursächsischer Wirklicher Geheimer Rat, und Gotthelf Adolph Graf von Hoym, Kammerherr und stift-naumburgischer Kammerdirektor als Leibeslehnserben. Daneben gab es die Schwestern Henriette Charlotte von Arnim, Frau des Generals von Arnim auf Neusorge, und Helene Renate, Witwe des Chef-Präsidenten Graf von Reden. Diese vier Geschwister schlossen am 31. Dezember 1764 einen Erbvergleich über die Hinterlassenschaften ihrer Mutter. Dabei erhielt beispielsweise Gotthelf Adolph Graf von Hoym deren Rittergut Strelln. Mit seinem Tod starb 1783 die männliche Linie seiner Familie aus.

## Varia
- In der Kirche Thallwitz befindet sich ihr Epitaph.